# Kleiner Sledgersgletscher
Der Kleine Sledgersgletscher ist ein Gletscher in den Bowers Mountains des ostantarktischen Viktorialands. In der Lanterman Range fließt er zum Sledgers-Gletscher.
Wissenschaftler der deutschen Expedition GANOVEX I (1979–1980) benannten ihn nach seinem größeren Namensvetter.